# Pluvialis
Pluvialis là một chi chim trong họ Charadriidae.

## Các loài
Chi này có 4 loài:
| Bộ lông sinh sản | Bộ lông không sinh sản | Tên thông dụng | Tên khoa học         | Phân bố |
| ---------------- | ---------------------- | -------------- | -------------------- | ------- |
|                  |                        |                | Pluvialis apricaria  |         |
|                  |                        |                | Pluvialis fulva      |         |
|                  |                        |                | Pluvialis dominica   |         |
|                  |                        |                | Pluvialis squatarola |         |